# Comté d'Okmulgee
Pour la ville, voir Okmulgee.
Le comté d'Okmulgee est un comté situé dans l'État de l'Oklahoma, aux États-Unis. Le siège du comté est Okmulgee. Selon le recensement de 2000, sa population est de 39 685 habitants.

## Comtés adjacents
- Comté de Tulsa (nord)
- Comté de Wagoner (nord-est)
- Comté de Muskogee (est)
- Comté de McIntosh (sud-est)
- Comté d'Okfuskee (sud-ouest)
- Comté de Creek (nord-ouest)

## Principales villes
- Beggs
- Dewar
- Grayson
- Henryetta
- Hoffman
- Liberty
- Morris
- Okmulgee
- Schulter
- Winchester